# Festival international du film de Toronto 2022
Le Festival international du film de Toronto 2022, 47e édition du festival (47th annual Toronto International Film Festival ou TIFF), se déroule du 8 au 18 septembre 2022.

## Déroulement et faits marquants
En raison de l'invasion de l'Ukraine par la Russie, l’organisation du festival a indiqué que les films et organisations russes seront bannis de l'évènement, tout en accueillant les cinéastes russes.
Les films présents seront annoncés en août. En juillet quelques films sont cependant révélés :
- Bros de Nicholas Stoller[2]
- Brother de Clement Virgo[3]
- The Fabelmans de Steven Spielberg[4]
- Glass Onion : Une histoire à couteaux tirés (Glass Onion: A Knives Out Mystery) de Rian Johnson[5]
- My Policeman by Michael Grandage[6]
- On the Come Up de Sanaa Lathan[7]
- The Woman King de Gina Prince-Bythewood[8]

C'est le film The Fabelmans de Steven Spielberg qui remporte le People's Choice Award.

## Jurys

### Platform Jury
- Patricia Rozema : productrice, réalisatrice et scénariste  Canada
- Iram Haq : réalisatrice, scénariste et actrice  Norvège
- Chaitanya Tamhane : réalisateur et scénariste  Inde

### Jury du meilleur film canadien
- To Kill a Tiger de Nisha Pahuja (en)[10]

## Sélection

### Gala Presentations
- Alice, Darling de Mary Nighy
- Black Ice de Hubert Davis
- Butcher's Crossing de Gabe Polsky
- Dalíland de Mary Harron (film de clôture)
- The Greatest Beer Run Ever de Peter Farrelly
- Il colibrì  de Francesca Archibugi
- Hunt (헌트) de Lee Jung-jae
- A Jazzman's Blues de Tyler Perry
- Kacchey Limbu de Shubham Yog
- Moving On de Paul Weitz
- Revoir Paris d'Alice Winocour
- Prisoner's Daughter de Catherine Hardwicke
- Raymond and Ray de Rodrigo García
- Roost d'Amy Redford (en)
- Sidney de Reginald Hudlin
- The Son de Florian Zeller
- The Swimmers de Sally El Hosaini
- What's Love Got to Do With It? de Shekhar Kapur
- The Woman King de Gina Prince-Bythewood

### Special Presentations
- Allelujah de Richard Eyre
- All Quiet on the Western Front d'Edward Berger
- Les Banshees d'Inisherin (The Banshees of Inisherin) de Martin McDonagh
- Blueback de Robert Connelly
- Le Bleu du caftan de Maryam Touzani
- Les Bonnes Étoiles (브로커) de Hirokazu Kore-eda
- Brother de Clement Virgo
- Bros de Nicholas Stoller
- Catherine, Called Birdy de Lena Dunham
- Causeway de Lila Neugebauer
- Chevalier de Stephen Williams
- Corsage de Marie Kreutzer
- Decision to Leave (헤어질 결심) de Park Chan-wook
- Devotion de J. D. Dillard
- Une belle course de Christian Carion
- El Suplente de Diego Lerman
- Empire of Light de Sam Mendes
- The Eternal Daughter de Joanna Hogg
- The Fabelmans de Steven Spielberg
- Glass Onion : Une histoire à couteaux tirés (Glass Onion: A Knives Out Mystery) de Rian Johnson
- Good Night Oppy de Ryan White
- The Good Nurse de Tobias Lindholm
- Les Nuits de Mashhad (Holy Spider) d'Ali Abbasi
- Joyland de Saim Sadiq
- The King's Horseman de Biyi Bandele
- The Lost King de Stephen Frears
- A Man of Reason de Jung Woo-sung
- Le Menu (The Menu) de Mark Mylod
- Moonage Daydream de Brett Morgen
- My Policeman de Michael Grandage
- Nanny de Nikyatu Jusu
- No Bears de Jafar Panahi
- On the Come Up de Sanaa Lathan
- Un beau matin de Mia Hansen-Løve
- Les Enfants des autres de Rebecca Zlotowski
- The Return of Tanya Tucker: Featuring Brandi Carlisle de Kathlyn Horan
- Saint Omer d'Alice Diop
- Sanctuary de Zachary Wigon
- Historias para no contar de Cesc Gay
- Sans filtre (Triangle of Sadness) de Ruben Östlund
- Walk Up de Hong Sang-soo
- Wendell and Wild de Henry Selick
- The Whale de Darren Aronofsky
- Women Talking de Sarah Polley
- The Wonder de Sebastián Lelio

### Contemporary World Cinema
- Aftersun de Charlotte Wells
- Alam de Firas Khoury
- Amanda de Carolina Cavalli
- Ashkal de Ypussef Chebbi
- Autobiography de Makbul Mubarak
- Beyond the Wall de Vahid Jalilvand
- Blind Willow, Sleeping Woman de Pierre Földes
- Bones of Crows de Marie Clements
- Le Coyote de Katherine Jerkovic
- Domingo and the Mist de Ariel Escalante Meza
- EO de Jerzy Skolimowski
- El agua de Elena López Riera
- The End of Sex de Sean Garrity
- Falcon Lake de Charlotte Le Bon
- Fixation de Mercedes Bryce Morgan
- Godland de Hlynur Pálmason
- The Happiest Man in the World de Teona Strugar Mitevska
- The Hotel de Wang Xiaoshuai
- La Jauría de Andrés Ramírez Pulido
- Life de Emir Baigazin
- Living de Oliver Hermanus
- Love Life de Kōji Fukada
- Love and Mathematics de Claudia Sainte-Luce
- Luxembourg, Luxembourg de Antonio Lukich
- Le Lycéen de Christophe Honoré
- The Maiden de Graham Foy
- Creaturas (Mantícora) de Carlos Vermut
- Muru de Tearepa Kahi
- My Sailor, My Love de Klaus Härö
- Nightalk de Donald Shebib
- North of Normal de Carly Stone
- L'Origine du mal de Sébastien Marnier
- Plan 75 de Chie Hayakawa
- R.M.N. de Cristian Mungiu
- Return to Dust de Li Ruijun
- So Much Tenderness de Lina Rodriguez
- Stellar de Darlene Naponse
- Stonewalling de Ji Huang et Ryuji Otsuka
- The Swearing Jar de Mindsay MacKay
- The Umbrella Men de John Barker
- The Worst Ones de Romane Gueret et Lise Akoka
- Under The Fig Tree de Erige Sehiri
- Valeria Is Getting Married de Michal Vinik
- Vicenta B. de Carlos Lechuga
- Victim de Michal Blaško
- War Sailor de Gunnar Vikene
- We Are Still Here
- Wildflower de Matt Smukler
- Zwigato de Nandita Das

### Midnight Madness
- Leonor Will Never Die de Martika Ramirez Escobar
- Pearl de Ti West
- Project Wolf Hunting de Kim Hong-sun
- Sick de John Hyams
- Sisu de Jalmari Helander
- The Blackening de Tim Story
- The People's Joker de Vera Drew
- V/H/S 99 de Flying Lotus, Johannes Roberts, Maggie Levin, Tyler MacIntyre, Vanessa & Joseph Winter
- Venus de Jaume Balagueró
- Weird: The Al Yankovic Story de Eric Appel

### Discovery
- Baby Ruby de Bess Wohl
- Retour à Séoul de Davy Chou

## Palmarès
| Prix                                                           | Film                                                                            | Réalisateur(s)   |
| -------------------------------------------------------------- | ------------------------------------------------------------------------------- | ---------------- |
| People's Choice Award                                          | The Fabelmans                                                                   | Steven Spielberg |
| People's Choice Award, First Runner Up                         | Women Talking                                                                   | Sarah Polley     |
| People's Choice Award, Second Runner Up                        | Glass Onion : Une histoire à couteaux tirés (Glass Onion: A Knives Out Mystery) | Rian Johnson     |
| People's Choice Award: Documentary                             | Black Ice                                                                       | Hubert Davis     |
| People's Choice Award: Documentary, First Runner Up            | Maya and the Wave                                                               | Stephanie Johnes |
| People's Choice Award: Documentary, Second Runner Up           | 752 Is Not a Number                                                             | Babak Payami     |
| People's Choice Award: Midnight Madness                        | Weird: The Al Yankovic Story                                                    | Eric Appel       |
| People's Choice Award: Midnight Madness, First Runner Up       | Pearl                                                                           | Ti West          |
| People's Choice Award: Midnight Madness, Second Runner Up      | The Blackening                                                                  | Tim Story        |
| Platform Prize                                                 | Riceboy Sleeps                                                                  | Anthony Shim     |
| Platform Prize, Honourable Mention                             |                                                                                 |                  |
| Meilleur film canadien                                         | To Kill a Tiger                                                                 | Nisha Pahuja     |
| Meilleur film canadien, (mention honorable)                    | Viking                                                                          | Stéphane Lafleur |
| Meilleur court métrage canadien                                | Simo                                                                            | Aziz Zoromba     |
| Meilleur court métrage canadien (mention honorable)            | Same Old                                                                        | Lloyd Lee Choi   |
| Meilleur premier film canadien                                 |                                                                                 |                  |
| Prix FIPRESCI Discovery Prize                                  | A Gaza Weekend                                                                  | Basil Khalil     |
| Prix FIPRESCI Special Presentations                            |                                                                                 |                  |
| Meilleur court métrage international                           |                                                                                 |                  |
| Meilleur court métrage international (mention honorable)       |                                                                                 |                  |
| Prix Netpac « for World or International Asian Film Premiere » | Sweet As                                                                        | Jub Clerc        |

- TIFF Tribute Award: Harry Styles, Emma Corrin, David Dawson, Gina McKee, Linus Roache et Rupert Everett